# Lucio Valerio Catulo Mesalino
Lucio Valerio Catulo Mesalino (en latín: Lucius Valerius Catullus Messallinus) fue un senador romano del siglo I, que desarrolló su carrera política bajo Nerón y la dinastía Flavia. Era hijo de Lucio Valerio Catulo, senador bajo Calígula, y de Estatilia Mesalina.

## Carrera
Se declaró partidario de Vespasiano durante los sucesos del año de los cuatro emperadores y su primer cargo conocido fue el de consul ordinarius en 73, por voluntad de Vespasiano, compartiendo el puesto con Domiciano, hijo menor de este emperador.
La relación trabada con Domiciano hizo que se convirtiera en uno de los miembros más influyentes del círculo de amici Caesaris cuando éste se convirtió en emperador en 81, lo que le valió alcanzar un segundo consulado en 85, esta vez como consul suffectus, y el cargo de proconsul o gobernador de la provincia romana de África.
Su influencia sobre Domiciano era muy grande, pero también sumamente negativa, por lo que recibió una ácida sátira del poeta Juvenal, una dura crítica de parte de Plinio el joven y la acusación de delator por parte de Tácito.